# Resolutie 1447 Veiligheidsraad Verenigde Naties
Resolutie 1447 van de Veiligheidsraad van de Verenigde Naties werd op 4 december 2002 unaniem aangenomen door de VN-Veiligheidsraad.

## Achtergrond
Op 2 augustus 1990 viel Irak zijn zuiderbuur Koeweit binnen en bezette dat land. De Veiligheidsraad veroordeelde de inval onmiddellijk middels resolutie 660 en later kregen de lidstaten carte blanche om Koeweit te bevrijden. Eind februari 1991 was die strijd beslecht en legde Irak zich neer bij alle aangenomen VN-resoluties. Het land werd vervolgens verplicht te ontwapenen door onder meer al zijn massavernietigingswapens te vernietigen. Daaraan werkte Irak echter slechts met grote tegenzin mee, tot grote woede van de Verenigde Staten. In maart 2003, enkele maanden na de aanname resolutie 1447, vielen de Verenigde Staten Irak opnieuw binnen; deze keer om Saddam Hoessein ten val te brengen.
In 1995 werd met resolutie 986 het olie-voor-voedselprogramma in het leven geroepen om met olie-inkomsten humanitaire hulp aan de Iraakse bevolking te betalen.

## Inhoud

### Waarnemingen
Het bleef noodzakelijk de noden van de Iraakse bevolking te lenigen zolang het land niet voldeed aan onder meer de resoluties 687 en 1284.

### Handelingen
De provisies van resolutie 986, het olie-voor-voedselprogramma, werden opnieuw verlengd met een periode van 180 dagen die op 5 december begon. Er werd ook beslist dat verwijzingen naar de periode van 150 dagen in resolutie 1360 zouden slaan op de bovenstaande 180 dagen. De secretaris-generaal werd gevraagd voor het einde van die periode te rapporteren over de mate waarin Irak de hulpgoederen eerlijk verdeelde en de toereikendheid van de inkomsten hiervoor.

## Verwante resoluties
- Resolutie 1441 Veiligheidsraad Verenigde Naties
- Resolutie 1443 Veiligheidsraad Verenigde Naties
- Resolutie 1454 Veiligheidsraad Verenigde Naties
- Resolutie 1472 Veiligheidsraad Verenigde Naties (2003)

Lijst ·  1387 ·  1388 ·  1389 ·  1390 ·  1391 ·  1392 ·  1393 ·  1394 ·  1395 ·  1396 ·  1397 ·  1398 ·  1399 ·  1400 ·  1401 ·  1402 ·  1403 ·  1404 ·  1405 ·  1406 ·  1407 ·  1408 ·  1409 ·  1410 ·  1411 ·  1412 ·  1413 ·  1414 ·  1415 ·  1416 ·  1417 ·  1418 ·  1419 ·  1420 ·  1421 ·  1422 ·  1423 ·  1424 ·  1425 ·  1426 ·  1427 ·  1428 ·  1429 ·  1430 ·  1431 ·  1432 ·  1433 ·  1434 ·  1435 ·  1436 ·  1437 ·  1438 ·  1439 ·  1440 ·  1441 ·  1442 ·  1443 ·  1444 ·  1445 ·  1446 ·  1447 ·  1448 ·  1449 ·  1450 ·  1451 ·  1452 ·  1453 ·  1454